# 子臧 (郑国)
子臧（？—前636年），春秋时期郑国的公子，父亲郑文公，母陈妫，同母兄太子华。陈妫是郑文公叔父郑子的遗孀。
前644年，太子华被杀。前636年，子臧出奔宋国，八月郑文公派盗贼到陈国、宋国之间杀死子臧。